# Тонсина
Тонсина (англ. Tonsina) — статистически обособленная местность в зоне переписи населения Коппер-Ривер, штат Аляска, США.

## География
Площадь статистически обособленной местности составляет 383,3 км², из которых 382,8 км² — суша и 0,5 км² — открытые водные пространства. Расположена в 84 км к северо-востоку от города Валдиз, к югу от реки Тонсина (приток реки Коппер).

## Население
По данным переписи 2000 года население статистически обособленной местности составляло 92 человека. Расовый состав: коренные американцы — 9,78 %; белые — 84,78 %; афроамериканцы — 2,17 %; азиаты — 3,26 %.
Из 34 домашних хозяйств в 35,3 % — воспитывали детей в возрасте до 18 лет, 55,9 % представляли собой совместно проживающие супружеские пары, в 2,9 % семей женщины проживали без мужей, 35,3 % не имели семьи. 26,5 % от общего числа семей на момент переписи жили самостоятельно, при этом 5,9 % составили одинокие пожилые люди в возрасте 65 лет и старше. В среднем домашнее хозяйство ведут 2,71 человек, а средний размер семьи — 3,35 человек.
Доля лиц в возрасте младше 18 лет — 32,6 %; лиц старше 65 лет — 17,4 %. Средний возраст населения — 42 года. На каждые 100 женщин приходится 142,1 мужчин; на каждые 100 женщин в возрасте старше 18 лет — 121,4 мужчин.

## Экономика
Средний доход на совместное хозяйство — $32 188; средний доход на семью — $58 000. Средний доход на душу населения — $13 390. Около 7,4 % семей и 6,7 % жителей живут за чертой бедности.